# Voiture radar
La voiture radar, initialement radar mobile de nouvelle génération (RMNG) ou équipement de terrain mobile (ETM), ou encore radar mobile mobile, est un type de radar automatique, utilisé en France depuis le 15 mars 2013. Le radar, placé dans un véhicule banalisé, fonctionne aussi bien en mouvement qu'à l'arrêt et sanctionne les dépassements de vitesse légale dans les deux sens de circulation.
En 2018, leur conduite commence à être confiée à des sociétés privées.

## Historique

### Mise en service
La mise en service de ce type de radars en France date du 15 mars 2013. Il y a eu beaucoup de rumeurs, notamment le fait que ce type de radars soit invisible, que les grands excès seulement soient sanctionnés et que les plaques de ces véhicules peuvent changer. Certains sites ont commencé dès la mise en service à lister les plaques de ces véhicules.

### Déploiement
20 radars mobiles de nouvelle génération ont été mis en service lors du lancement le 15 mars 2013. On en compte 498 répartis entre les départements français en janvier 2023.

### Voitures radars confiées au privé
En 2018, l'idée de confier à des sociétés privées le soin de contrôler, à bord de ces voitures banalisées, les vitesses pratiquées est lancée. Elles circulent dans un premier temps en Normandie.
Début 2021, ces voitures radars confiées à des sociétés privées sont déployées dans quelques régions françaises : Normandie, Bretagne, Centre Val de Loire, Pays de la Loire, Grand Est, Hauts-de-France, Bourgogne-Franche-Comté et Nouvelle-Aquitaine. 
Fin 2021, la France comptait 223 voitures-radars privées.
En décembre 2024, les voitures-radars privées vont s'étendre aux régions Auvergne-Rhône-Alpes, Provence-Alpes-Côté-d'Azur et Occitanie. Un contrat de 34 millions d'euros avec la société OTC prévoit 126 nouveaux véhicules équipés,. Les radars circulant en Île-de-France restent sous contrôle exclusif des forces de l’ordre tandis que la Corse demeure encore non couverte par ces contrôles.

## Fonctionnement
Les appareils utilisés sont de type Gatso (en) Millia, distribués par la société Fareco. Ils possèdent des flash infrarouge afin de ne pas être détectés par les usagers aux alentours. Ils ont une marge d'erreur de 10 % au-dessus de 100 km/h et de 10 km/h au-dessous. (ex. : Vous roulez à 85 km/h. Le radar mesurera votre vitesse entre 75 et 95 km/h (vitesse mesurée: exemple: 89 km/h) et retiendra votre vitesse entre 65 et 85 km/h (vitesse retenue: exemple: 79 km/h)). Pendant leur lancement, ces radars ne verbalisent que les véhicules "doubleurs", mais à partir de septembre 2013 ils contrôlent dans les deux sens de circulation.
À leur lancement ils sont partagés entre policiers et gendarmes qui devront être en uniformes, puis confiées à des sociétés privées à partir de 2018. Les véhicules sont banalisés. Ces radars ne sont pas signalés.

## Contrôles
6,7 millions de contrôles « en roulant » ont été effectués en 2021 par ces véhicules avec un taux moyen d’infractions relevé de 7,5 %. Ces voitures sont capables de fournir des rapports analytiques par tronçon de route, donnant le nombre de véhicules, la vitesse moyenne pratiquée, les risques de survitesse... Elles nous apprennent par exemple que sur les sections limitées à 90 km/h, les Français roulent en moyenne à 78 km/h.

## Controverses
De nombreuses associations de conducteurs dénoncent la privatisation des voitures radars comme La Ligue de défense des conducteurs ou 40 millions d'automobilistes. Pour cette dernière « L’État délègue une de ses missions régaliennes à des sociétés privées, qui sont rémunérées grassement... cette somme colossale constituera un investissement très lucratif pour l’État » et que les voitures radars seront « très vite rentabilisées ».
En mars 2023, un chauffeur de Mobiom, filiale du groupe Challancin qui fait circuler les voitures radars privées, témoigne de ses conditions de travail: « Je pensais que nous concourions à la sécurité routière. Or, les voitures radars sont des dangers. » Il déclare avoir été contraint « de prendre le volant de voitures avec des pneus lisses, des voyants d’airbags allumés... des plaques d’immatriculation non conformes car abîmées… ». Il explique également les mauvaises pratiques de ses anciens collègues pour augmenter le nombre de flashes. Ces derniers « roulent moins vite que de raison pour obliger les automobilistes à les doubler et à commettre un excès de vitesse »,.